# Morpho nausikaa
Morpho nausikaa är en fjärilsart som beskrevs av Weber 1944. Morpho nausikaa ingår i släktet Morpho och familjen praktfjärilar. Inga underarter finns listade i Catalogue of Life.